# Latino (cantante)
Roberto de Souza Rocha (Río de Janeiro, 2 de febrero de 1973), conocido artísticamente como Latino, es un cantante, compositor, productor, multiinstrumentista y actor brasileño. 

## Biografía
Roberto de Souza Rocha nació en el Río de Janeiro, en 1988 se mudó a los EE. UU. porque su madre vivía allí con su padrastro, trabajó como camarero, ilusionista, bailarín y mayordomo, Rocha también fue un roadie para David Cooperfield, en su trabajo como bailarín se llamaba "Latin boy", lo que le hizo adoptar el apodo y modificar sólo Latino. 

## Carrera

### 1994-2003: Inicio y primeros álbumes
Comenzó su carrera en 1994 cuando regresó a Brasil, grabó su primer CD en Columbia Records, Marcas de Amor, el álbum tuvo un buen desempeño en las listas, contiene 5 canciones: "Me Leva", "Só Você", "Não Adianta Chorar", "Cadeira de Rodas" y "Coisas do Destino". Me Leva se jugó mucho en las radios del país. En 1996 lanzó su segundo álbum de estudio titulado Aventureiro también por Columbia Records, la música "Louca" fue parte de la banda sonora de la telenovela Salsa & Merengue, en el mismo año lanzó la versión en español del álbum en México. 
En 1997 lanzó su tercer álbum de estudio, Latino, la música Vitrine fue un éxito, en 1999, Latino lanzó el CD Latino 2000 y en 2003 Xeque Mate. 

### 2004-2006: Reformulación y éxito
En 2004 por EMI Music, Latino lanzó el CD, As Aventuras do DJ L, el álbum tuvo un buen desempeño en las listas de música brasileñas, incluyendo en países europeos como Portugal y España, el álbum trajo 4 canciones que se destacó: "Festa no Apê, "Renata", "Amante Profissional" y "Amiga Tati". Festa no Apê es una regrabación de la canción Dragostea Din Tei de la boy band moldava, O-Zone. Para la difusión del álbum, Latino realizó una gira oficial por casi todo el territorio brasileño y Portugal. El cantante apareció en varios programas, incluyendo Rede Globo. En 2006 Latino lanzó la continuación del álbum, As Novas Aventuras do DJ L. En 2007 por Universal Music Group, ello lanzó el álbum Sem Noção, donde el cantante trajo los géneros musicales de reguetón y dancehall y con eso una nueva gira, Turnê M4is Sem Noção.
En 2008 por el sello discográfico Som Livre, Latino lanzó el álbum Junto e Misturado trabajando en producción ejecutiva con el DJ Mister Jam, el álbum trajo varios géneros musicales como samba, sertanejo, eletropop, funk y tecnobrega. El álbum trajo varias asociaciones con otros cantantes, entre ellos Daddy Kall en la musica "Amigo Fura Olho", Perlla en "Selinho na Boca" y el doble backcountry, André & Adriano en "Pancadão ou Sertanejo". 
En 2010 el cantante lanzó en Twitter, la primera canción del álbum en vivo Vamos Bebemorar, llamada de "Bebemorar". En 25 de marzo, la canción fue puesta a disposición en iTunes, y el 30 de marzo la música comenzó a escucharse en la radio, en 7 de junio Vamos Bebemorar fue lanzado por Sony Music. En agosto fue lanzada la segunda y la última canción, "Deixa Molhar". En 2011, regresó a la discográfica y lanzó el álbum en vivo Junto e Misturado 2: Festa Universitária que contiene dos canciones, "Carangueijo" y "Fazer Besteirinha". también en 2011, la cantante hizo una asociación con el rapero Daddy Kall en la música "Dança Kuduro", regrabación de la canción Danza Kuduro de Don Omar y Lucenzo. Cerca de finales de 2011, Latino anunció que grabaría un DVD en vivo en la víspera de año nuevo en Copacabana. Durante la grabación del DVD, el cantante fue retirado del escenario antes incluso de completar el set de canciones, debido a haber superado el tiempo de espera del programa, enojando al DJ David Guetta, que haría el espectáculo justo después de él.
En marzo de 2012, la primera canción en el DVD fue lanzada en la radio, "Pitbull", todavía en marzo, Latino lanzó el tráiler oficial de DVD, Live in Copacabana. el 29 de mayo, el cantante lanzó la segunda canción en el DVD, "In Love". El 17 de septiembre de 2012, Latino publicado en su canal en YouTube, un video de la versión brasileña de la canción Gangnam Style del rapero, Psy, derecho de "Despedida de Solteiro (Laçar, Puxar, Beijar)". la canción recibió críticas negativas y el video obedeció a 100.000 disgustos y denuncias por varios usuarios, el cantante hizo que su cuenta fuera cancelada en el sitio.

### 2013-actualmente: Nuevos álbumes y 25 años de carrera
En 2014, Latino lanzó el álbum, James Bom de Cama, con géneros como el sertanejo y el pop. Para el lanzamiento del álbum, Latino cantó 2 canciones, "James Bom de Cama" y "Chama o Batman", las canciones se cantaron en programas como Domingo Show de RecordTV, The Noite com Danilo Gentili de SBT y Mais Você de Rede Globo. El cantante también lanzó en su canal de Youtube videos cortos donde mostró la portada del álbum como divulgación. En 2015, Latino lanzó su undécimo álbum de estudio, Soy Latino por Sony Music. El álbum tiene como sonido principal, pop latino y bachata, y Soy Latino todavía trajo otros géneros como electro, sertanejo, brega y dance pop. La canción "Todo Seu" trae la participación del cantante Well Assis.
En 2016, Latino lanzó un teaser de su nuevo video musical para la canción, "Happy Day" en el programa Balanço Geral de Rede Record para la difusión del álbum Soy Latino. En junio de 2017 cantó la canción en Domingão do Faustão. En febrero de 2017, el cantante grabó un DVD en celebración de sus 25 años de carrera, Latino Fantasy - 25 Anos de Carreira. El DVD trae canciones de su primer álbum, Marcas de Amor hasta el último lanzamiento, Soy Latino, todavía fueron liberados 3 extended play's para promocionar el DVD. Latino Fantasy - 25 Anos de Carreira fue lanzado el 25 de septiembre de 2018.
También en 2018, Latino en asociación con DJ Cury y DJ Neumann lanzó un remix de la canción "Me Leva" como celebración de 25 años. la nueva versión se titula "Me Leva 2017", con la participación del rapero Caio Giovanni, la canción está en DVD. En 2019, Latino lanzó la canción "Lap Dance" la canción está destinada a condimentar la relación de las parejas con un baile sensual, el clip fue lanzado en el canal de Youtube de la cantante el 24 de abril.

## Vida personal
Latino tiene 10 hijos, cuatro niños y seis niñas, nacidos de citas y una relación conyugal. En 1997 Latino conoció Kelly Key en una prueba de modelo para el videoclip de "Louca" los dos comenzaron a salir unos días más tarde, después de 2 años de noviazgo, la pareja se mudó juntos en 1999, en ese momento el cantante tenía sólo 16 años, a pesar de esto, nunca hicieron oficial la unión. En 2000, Kelly dio a luz a su primera hija, Suzanna. Kelly regresó a la casa de sus padres y fue asistida por su madre en las primeras semanas después del nacimiento de su hija, declarando que la relación se ha enfriado. En junio de 2002 la relación conyugal llegó a su fin el cantante no aceptó y trató de reconciliación negado por Key. Kelly afirma haber sido traicionado varias veces por él. En el mismo año, Kelly presentó una demanda de manutención de niños para su hija, después de eso, Latino trató de obtener la custodia de Suzanna, pero la solicitud fue denegada por el tribunal.
En 2003, Latino comenzó a salir con la modelo Mirella Santos, los dos se reunieron en el Domingão do Faustão, la pareja vivió juntos de 2004 a 2009 y terminó la relación debido a las traiciones de la cantante, no tenían hijos. En 2010, Latino la actriz y modelo, Rayanne Morais, los dos se casaron en 2014 con una fiesta en Copacabana Palace. Sin embargo, la pareja anunció su divorcio 1 año más tarde en julio de 2015. Hasta entonces, el cantante fue visto con mujeres famosas y anónimas, nada serio. En 2017, Latino comenzó a salir con la modelo Jéssica Rodrigues, la pareja se separó en 2019. Actualmente está noviazgo con la modelo Rafaella Ribeiro. 

## Filmografía

### Televisión
| Año  | Título             | Personaje             | Notas                              |
| ---- | ------------------ | --------------------- | ---------------------------------- |
| 2001 | Funk Total         | Presentador           |                                    |
| 2001 | Sábado Show        | Presentador           |                                    |
| 2003 | Kubanacan          | Cantante de casino    |                                    |
| 2006 | A Diarista         | Sí mismo              | Episodio: "Aquele do Latino"       |
| 2007 | A Grande Família   | Frank Silva Júnior    | Episodio: "Operação Barata Voa"    |
| 2008 | Circo do Faustão   | Sí mismo              |                                    |
| 2011 | Eliana             | Presentador sustituto | Emitido el 25 de noviembre de 2011 |
| 2012 | Encantadoras       | Sí mismo              | Episodio: 24 de septiembre de 2012 |
| 2020 | Uma Vila de Novela | Sí mismo              | Episodio: "Aniversário na Vila"    |

### Cinema
| Año  | Título             | Personaje         |
| ---- | ------------------ | ----------------- |
| 2011 | Família Vende Tudo | Coreógrafo        |
| 2017 | Duas de Mim        | Chicão / Sí mismo |
| 2018 | Nada a Perder      | Sí mismo          |